# Hellhole (film, 2019)
Pour plus de détails, voir Fiche technique et Distribution.
Hellhole est un film belge réalisé par Bas Devos et sorti en 2019.

## Synopsis
Trois personnes ne se connaissant pas sont confrontés à une attaque terroriste à Bruxelles survenu en mai 2016. 
Un médecin flamand, dont son fils est pilote d'avion dans l'armée et combat en Moyen-Orient, fait face à sa solitude. Son frère demande à un jeune homme, d'origine algérienne, de lui faire une faveur trompeuse. 
Un italienne travaillant au cœur des institutions européennes perd lentement le contrôle de sa vie, exigeante. 
Ces personnes sont hantés par un question, menaçant leur vie et la ville par la même occasion : où allons-nous à partir de maintenant ? 

## Fiche technique
- Titre : Hellhole
- Réalisation : Bas Devos
- Scénario : Bas Devos
- Photographie : Nicolas Karakatsanis
- Décors : Elsje de Bruin
- Costumes : Manon Blom
- Son : Boris Debackere et Benoit Biral
- Mixage : Kwinten Van Laethem et Simone Galavazi
- Montage : Dieter Diependaele
- Musique : James Kirby
- Production : Minds Meet
- Pays d'origine :  Belgique
- Durée : 87 minutes
- Dates de sortie : 
  - Allemagne : 8 février 2019[1]
  - Belgique : 20 mars 2019[2]

## Distribution
- Lubna Azabal
- Willy Thomas
- Hamza Belarbi
- Kristof Coenen
- Alba Rohrwacher

## Sélections
- Berlinale 2019
- Festival international du film de La Roche-sur-Yon 2019 : Prix Nouvelles Vagues[3]